# Полог
Полошка котлина или Полог (мкд. Полошка Котлина или Полог), је котлина и област на сјеверозападном дијелу Северне Македоније. Заузима површину од око 400 km2. Подијељена је на Горњи Полог (мкд. Горен Полог) и Доњи Полог (мкд. Долен Полог). Највећи градови у овом подручју су Гостивар и Тетово.

## Историја
Један од првих писаних трагова о средњовековном Пологу оставила је византијска принцеза Ана Комнина, која је у својој „Алексијади“ забележила да је српски велики жупан Вукан током 1093. године у свом освајачком походу стигао и до Полога, који је заузео, али само накратко, пошто се ускоро повукао пред византијском војском.
Полог је познат по томе што је Војислава, жена Скендербеговог оца, била родом одавде, од полошког књаза Voisava Pologi domini filia. Под та два Полога се подразумјевају Тетово и Гостивар. Тетово се назива Доњи Полог до Дервена, а Гостивар Горњи до града Љајновићи. Међа им је рјечица Маздача која извире на Шари. Она тече између села Враничишта и Пожаране. И Тетово и Вардар леже у истој долини коју наводњава ријека Вардар. Јастребов сматра да ако је Гостивар и улазио у састав Полога Доњег, онда је то било заједно са Тетовом. Нико га није називао Горњим Пологом. Објашњава зашто се створило мишњење да се под Гостиваром мисли на Горњи Полог. Стефан Првовјенчани је набрајајући предјеле и области које је Немања освојио у рату с Грцима 1184 - 1185, између осталих, указао на град Скпл - и град Љешски у долњем Полозје. Указавши на мјесто гдје се налази тај Љешки град, Јастребов одређује локацију Доњег Полога. На сат и по источно од Тетова, на југоисточној падини планине Шаре налази се манастир који је сачувао тај назив Лешак. Основао га је кнез Лазар по Гедеону Јуришићу. Запис из манастирског Поменика спомиње главу новога Лазара која је одсечена 15. јуна. Он беше србска лоза. Од детињства се познавало да ће се посветити. Саградио је многе манастире и цркве међу којима и тај, у месту Лешак изнад тврђаве (кале) Лешечке, посвећен Св. Атанасију. И други храм сазида, Успења Богородице. То је записао недостојни јеромонах Кирил из Тетова, из Доњега Полога из села Тјераце, недостојни игуман Лешечкаго монастира светог Атанасија изнад села Лешак који је био и на Хилендару и обнови тај манастир. Гостивар је улазио у састав Горњег Полога а Горњи Полог се налазио јужно од Доњег - у граду Кичево, Крчево. Јастребов је записао да (свакако у горњем току) Вардар дели Полог на Доњи и Горњи. Гори Полог је на његовој десној страни, а Доњи са Тетовом - уз реку Маздача код Врапчишта. Стефан Немања је од Грка ослободио оба Полога (Горњи и Доњи), а цар Душан у својој Хрисовуљи из 1348. наводи да се оба Полога налазе на српској земљи, иако су Срби имали обичај све јужно од Призрена и Шаре да називају грчком земљом, јер су је Грци освојили.